# Municipio de South Flannigan
El municipio de South Flannigan (en inglés: South Flannigan Township) es un municipio ubicado en el condado de Hamilton en el estado estadounidense de Illinois. En el año 2010 tenía una población de 116 habitantes y una densidad poblacional de 2,43 personas por km².

## Geografía
El municipio de South Flannigan se encuentra ubicado en las coordenadas 37°55′48″N 88°39′16″O / 37.93000, -88.65444. Según la Oficina del Censo de los Estados Unidos, el municipio tiene una superficie total de 47.69 km², de la cual 47,59 km² corresponden a tierra firme y (0,21 %) 0,1 km² es agua.

## Demografía
Según el censo de 2010, había 116 personas residiendo en el municipio de South Flannigan. La densidad de población era de 2,43 hab./km². De los 116 habitantes, el municipio de South Flannigan estaba compuesto por el 99,14 % blancos y el 0,86 % eran de una mezcla de razas. Del total de la población el 0,86 % eran hispanos o latinos de cualquier raza.